# Cannabis sativa
Cannabis sativa, cáñamo o marihuana (también mariguana), es una especie herbácea de la familia Cannabaceae. Es una planta anual, dioica, originaria de las cordilleras del Himalaya, Asia.
Los humanos han cultivado desde tiempos prehistóricos esta planta por sus numerosos usos: como fuente de fibra textil, para extraer el aceite de sus semillas, como planta medicinal (hay registros históricos chinos que datan del primer o segundo siglo de nuestra era), y como psicotrópico.
Su fibra tiene usos variados, incluyendo la manufactura de vestimenta, cuerdas, textiles industriales y para obtener pasta de papel. El aceite de sus semillas (los cañamones) que no contiene cannabinoides se puede usar como combustible y alimento. Las semillas enteras, o los restos que quedan tras la extracción del aceite se usan como alimento para mascotas y para el ganado.
Muchas de las variedades del cannabis tienen propiedades psicoactivas. Se suele llamar "cáñamo" a las variedades con bajo contenido en THC, usadas para extraer sus fibras. "Marihuana" es un término empleado para denominar a las variedades que contienen THC, y a sus cogollos, que son las inflorescencias no fecundadas de los pies femeninos, en cuyos pelos glandulares se sintetizan y acumulan cannabinoides en mayor proporción que en el resto de la planta. 
En tiempos históricos recientes, a causa de sus propiedades psicoactivas, el cultivo del cannabis ha sido prohibido o regulado en muchos países.
La especie fue clasificada por primera vez por Carolus Linnaeus en 1753.

## Descripción
Es una planta herbácea, anual, con hojas opuestas, palmadas, compuestas, imparipinnadas, con folíolos en número variable, generalmente más de cinco en las plantas adultas, aunque su número y tamaño va disminuyendo a medida que la planta empieza a desarrollar sus flores. Los folíolos tienen el limbo estrechamente lanceolado, la base acuminada y el margen aserrado o crenado. El pecíolo es más corto que la mitad de la longitud de la hoja, en su base aparecen dos estípulas libres, persistentes, con nerviación decurrente. El tallo, lignificado, de sección cuadrangular, que va redondeándose conforme engrosa, puede alcanzar varios metros de altura en condiciones favorables, pero usualmente no sobrepasa 1 |m de altura. Flores anemófilas, diclinas monoicas o dioicas; pequeñas, en inflorescencias cimosas. Las flores masculinas son ramificadas, paniculiformes y con muchas flores. Son flores estaminadas con cinco sépalos, cinco estambres antisépalos, polen triporado, rara vez dos, cuatro o seis porado. Las flores femeninas son más compactas, pistiladas con un cáliz tubular, membranoso, corto, que encierra al ovario con dos carpelos unidos formando un ovario unilocular con dos estigmas alargados; primordios seminales solitarios y anátropos.

### Características microscópicas
Presenta pelos tectores curvados aislados o formando parte de la epidermis. Algunos de ellos pueden estar engrosados en la base con cristales de carbonato cálcico (cistolitos).
Las brácteas de la inflorescencia femenina poseen abundantes pelos secretores con pie pluricelular pluriseriado y cabeza globulosa constituida por de ocho a dieciséis células.

## Farmacología
Aunque el principal componente psicoactivo del Cannabis es el tetrahidrocannabinol (THC), se sabe que la planta contiene más de 500 compuestos, entre ellos al menos 113 cannabinoides; sin embargo, la mayoría de estos cannabinoides «menores» se producen en pequeñas cantidades. Además del THC, otro cannabinoide producido en altas concentraciones por algunas plantas es el cannabidiol (CBD), que no es psicoactivo pero recientemente se ha demostrado que bloquea el efecto del THC en el sistema nervioso. Las diferencias en la composición química de las variedades de cannabis pueden producir efectos diferentes en los seres humanos. THC sintético, llamado dronabinol, no contiene cannabidiol (CBD), cannabinol (CBN) u otros cannabinoides, que es una de las razones por las que sus efectos farmacológicos pueden diferir significativamente de los de las preparaciones de cannabis natural. 

Detalle de las hojas de la marihuana.

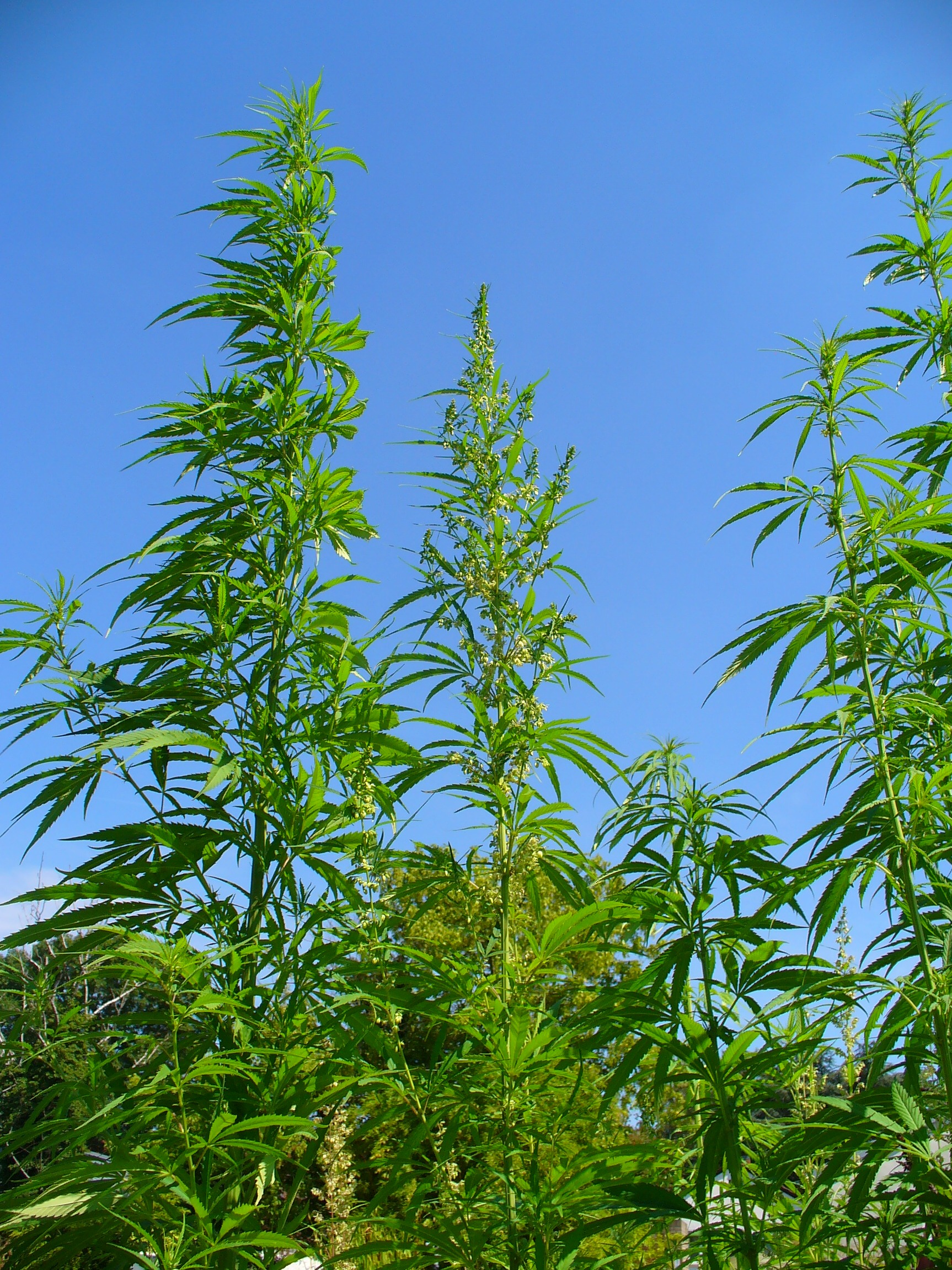
Vista de la planta

## Taxonomía
Cannabis sativa fue descrita por Carlos Linneo y publicado en Species Plantarum 2: 1027. 1753.
Variedades
- C. sativa indica
- C. sativa sativa
- C. sativa ruderalis

Etimología
Cannabis: nombre genérico 
sativa: palabra latina que significa "cultivada".
Sinonimia:
- Cannabis americana Pharm. ex Wehmer
- Cannabis chinensis Delile
- Cannabis erratica Siev.
- Cannabis foetens Gilib.
- Cannabis generalis E.H.L.Krause
- Cannabis gigantea Crevost
- Cannabis indica Lam.
- Cannabis intersita Soják
- Cannabis kafiristanica (Vavilov) Chrtek
- Cannabis lupulus Scop.
- Cannabis macrosperma Stokes
- Cannabis ruderalis Janisch.[12]

## Nombres vernáculos o coloquiales
Cannabis sativa es conocida en español como mariguana o marihuana, hierba, bangue de la India, bareta, cáñamo, mota, juanita mora, nena, soñadora, Rosa María, Juana, morisqueta, shora, maripepa, tirsa y pajuelaEl Anthos enlista los siguientes nombres: castaño, cañamones, cañamones (fruto), cañamón, cañamón (fruto), cáñamo, cáñamo africano, cáñamo de flor, cáñamo de la Vega de Granada, cáñamo hembra, cáñamo indiano, cáñamo macho, cáñamo que da semilla, enea, femela de la Alcarria, grifa, hachís, kif, mariguana, marihuana, maría y rondillo.